# Bill Withers
William Harrison "Bill" Withers, Jr. (n. 4 iulie 1938, Slab Fork⁠(d), Comitatul Raleigh, Virginia de Vest, SUA – d. 30 martie 2020, Los Angeles, California, SUA) a fost un muzician american,. cunoscut pentru piesele "Ain't No Sunshine", "Just the Two of Us" (pentru care a primit premiul Grammy) "Use Me", "Lean on Me", "Lovely Day" și "Grandma's Hands". Viața sa a făcut subiectul documentarului Still Bill.

## Legături externe
- Site web oficial
- Bill Withers la AllMusic
- Bill Withers la Internet Movie Database